# Балка Лукашева
Лукашева Балка —— комплексна пам'ятка природи місцевого значення. Об'єкт розташований на території Запорізького району Запорізької області, 0,2 км на північ від північно-східної околиці села Малишівка .
Площа — 46 га, статус отриманий у 1990 році.
Пам'ятка природи належить до переліку природно-заповідних територій, особливо важливих для збереження ландшафтного та біологічного різноманіття Запорізької області.

## Природні особливості
Лукашева Балка геоморфологічно є лівим відрогом великої правобережної балкової системи —— балки Гадючої. По днищу балки протікає струмок, який живіть низку невеличких боліт і місцями пересихає влітку.
Більша частина території пам'ятки природи вкрита деревно-чагарниковою рослинністю. У південній частині пам'ятки значну площу займають штучні лісонасадження. Вище по днищу балки та її відрогів зростають байрачні ліси і чагарники. На місці знищеної лісової рослинності утворилися суходільні луки. Схили балки вкриті степовою рослинністю.
Цілинна степова рослинність у відносно малозміненому стані (1 стадія антропогенної дигресії) збереглася приблизно на третині схилових ділянок балки. На більшій частині схилових ділянок степова рослинність деградована (2—3 стадія дигресії) або знищена в результаті заліснення. Природна байрачна рослинність у малозміненому стані (1 стадія дигресії) збереглася тільки у верхів’ях балки і кількох бічних відрогах. На інших ділянках балки природна байрачнолісова рослинність порушена (2—4 стадія дигресії) або знищена. Тим не менше, серед п'ятьох природно-заповідних об'єктів, розташованих у балці Гадючій, балка Лукашева в ландшафтному відношенні збереглася найкраще.

### Раритетні види та угруповання рослин
На території пам'ятки природи зростає 1 вид рослин, занесений до Червоного списку МСОП (астрагал шерстистоквітковий), 12 видів, занесених до Червоної книги України (сон лучний, горицвіт весняний, горицвіт волзький, астрагал понтійський, астрагал волохатоцвітий, брандушка різнобарвна, шафран сітчастий, тюльпан дібровний, рястка Буше, ковила волосиста, ковила Лессинґа і ковила найкрасивіша) та 10 видів, занесених до Червоного списку рослин Запорізької області (мигдаль степовий, астрагал волохатоцвітий, барвінок трав'яний, валеріана пагононосна, півники маленькі, зірочки цибулинконосні, белевалія сарматська, гіяцинтик блідий, проліска дволиста і часник подільський).
На території пам’ятки природи виявлено 4 рослинні угруповання, які занесені до Зеленої книги України, зокрема група асоціацій звичайнодубових лісів татарськокленових, формації мигдалю степового, ковили волосистої та ковили Лессинґа. 

### Раритетні види тварин
На території пам’ятки природи зареєстровано 4 види тварин, занесених до Червоної книги України (махаон, ксилокопа звичайна, ящірка зелена, полоз жовточеревий).

## Галерея

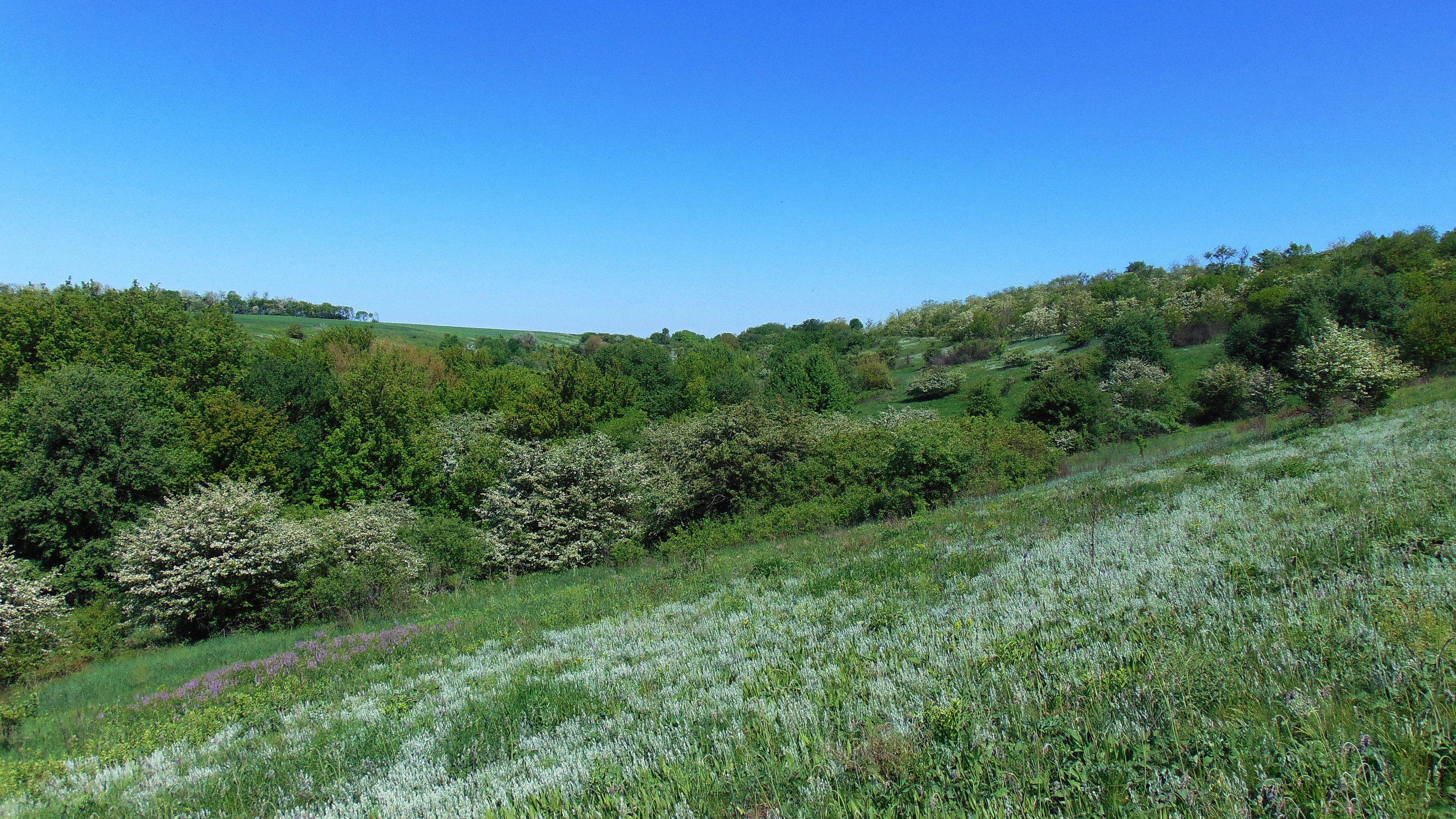
Балка Лукашева. Панорама
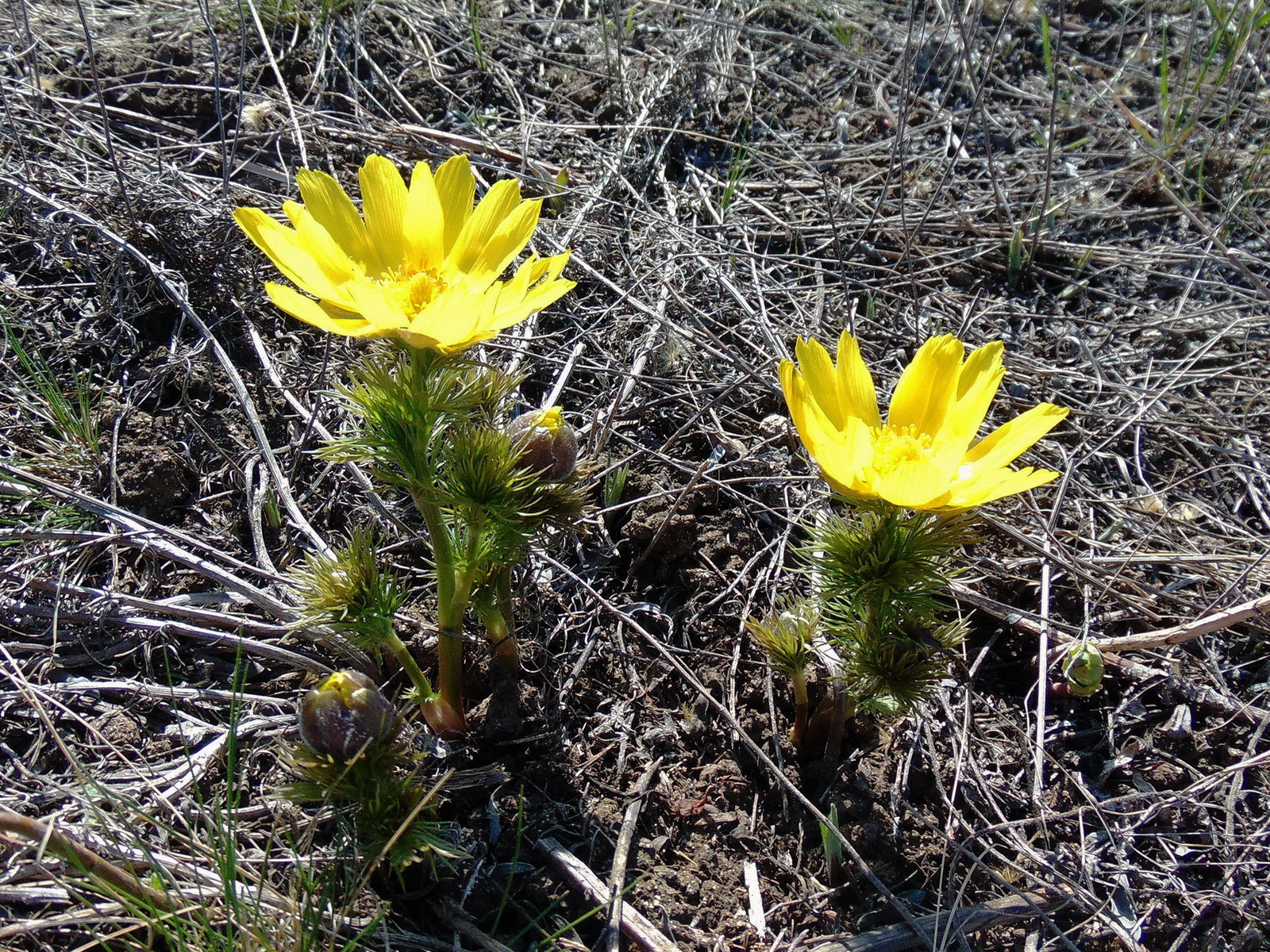
Горицвіт весняний
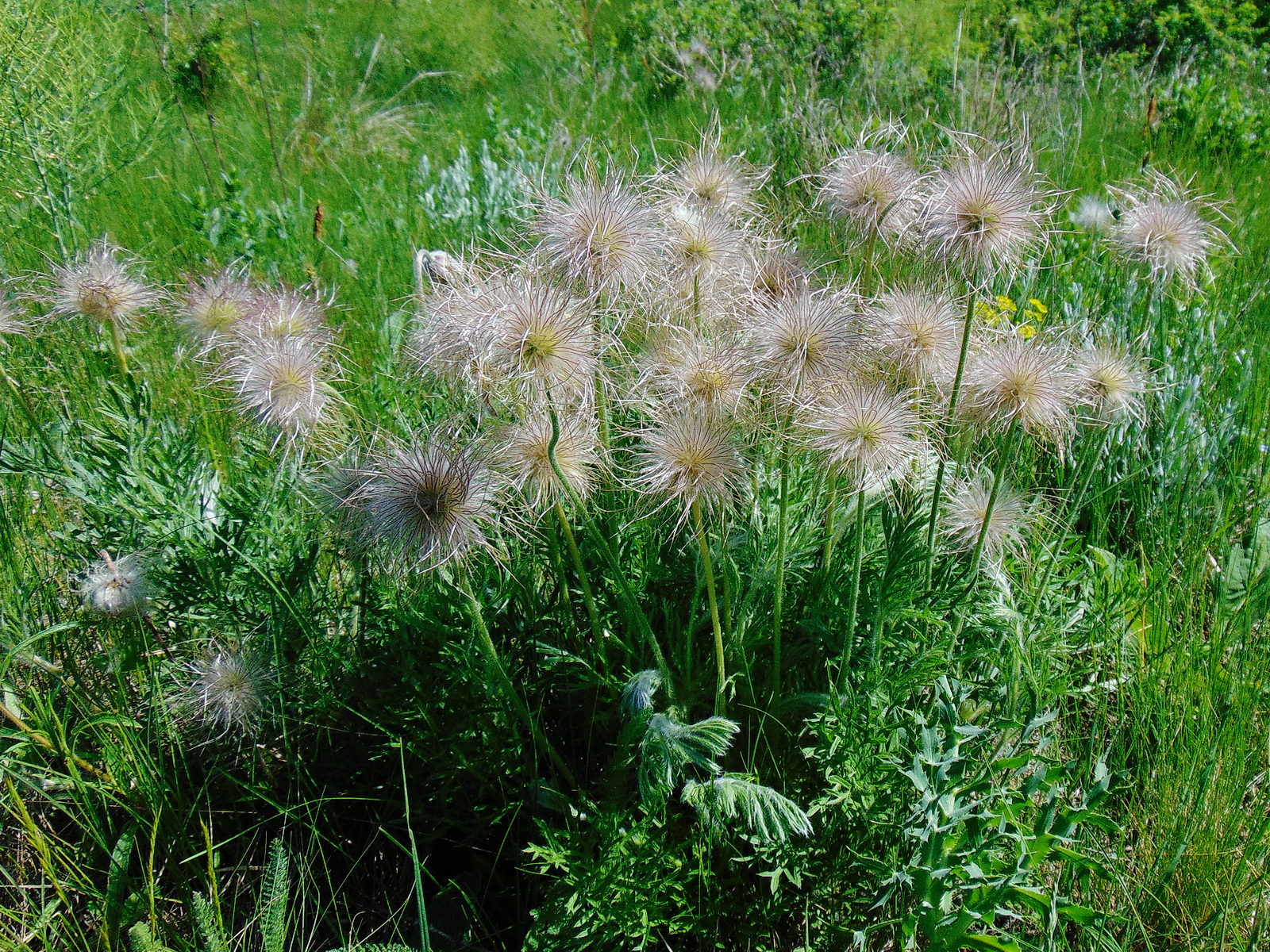
Сон лучний
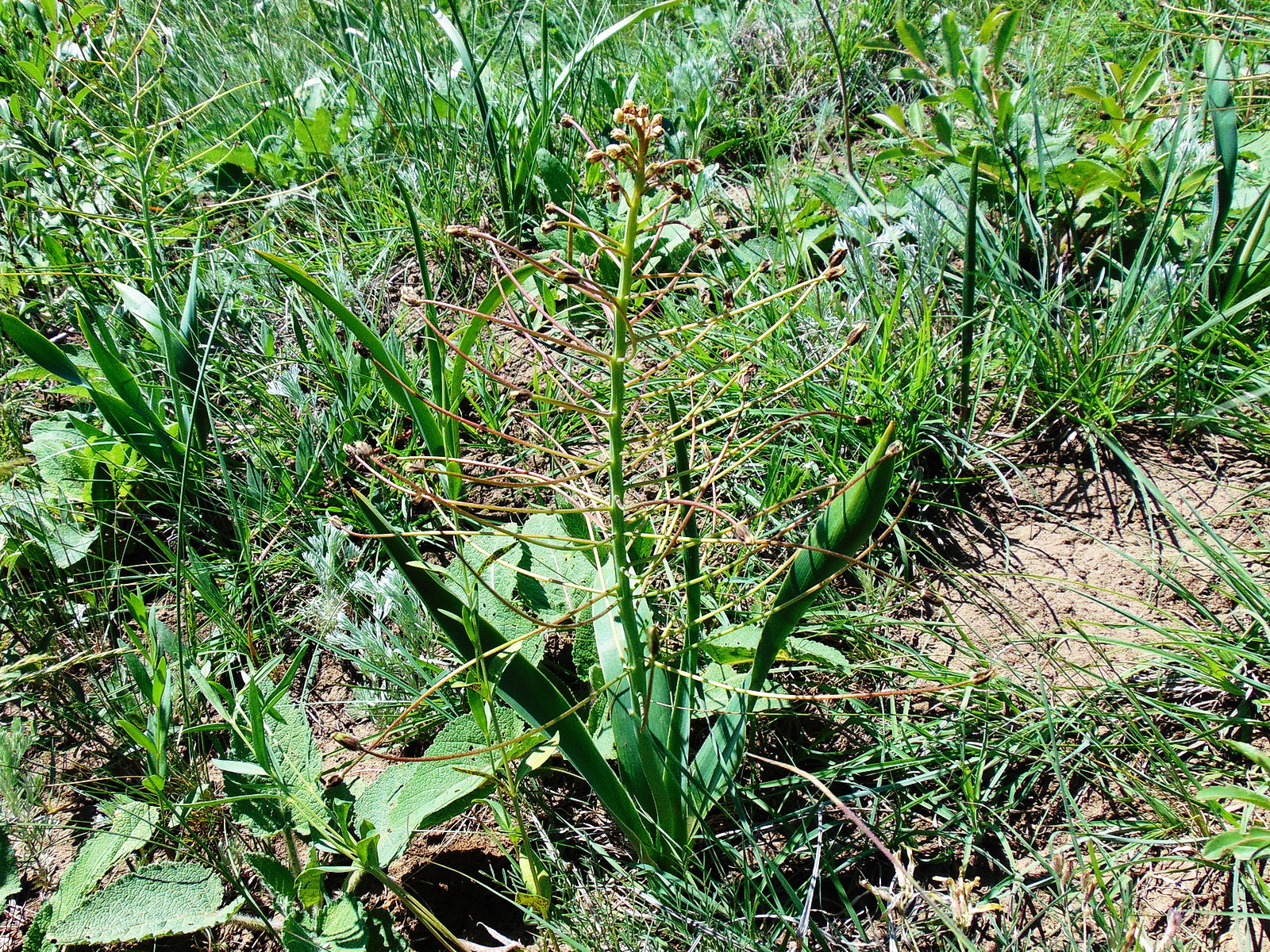
Белевалія сарматська
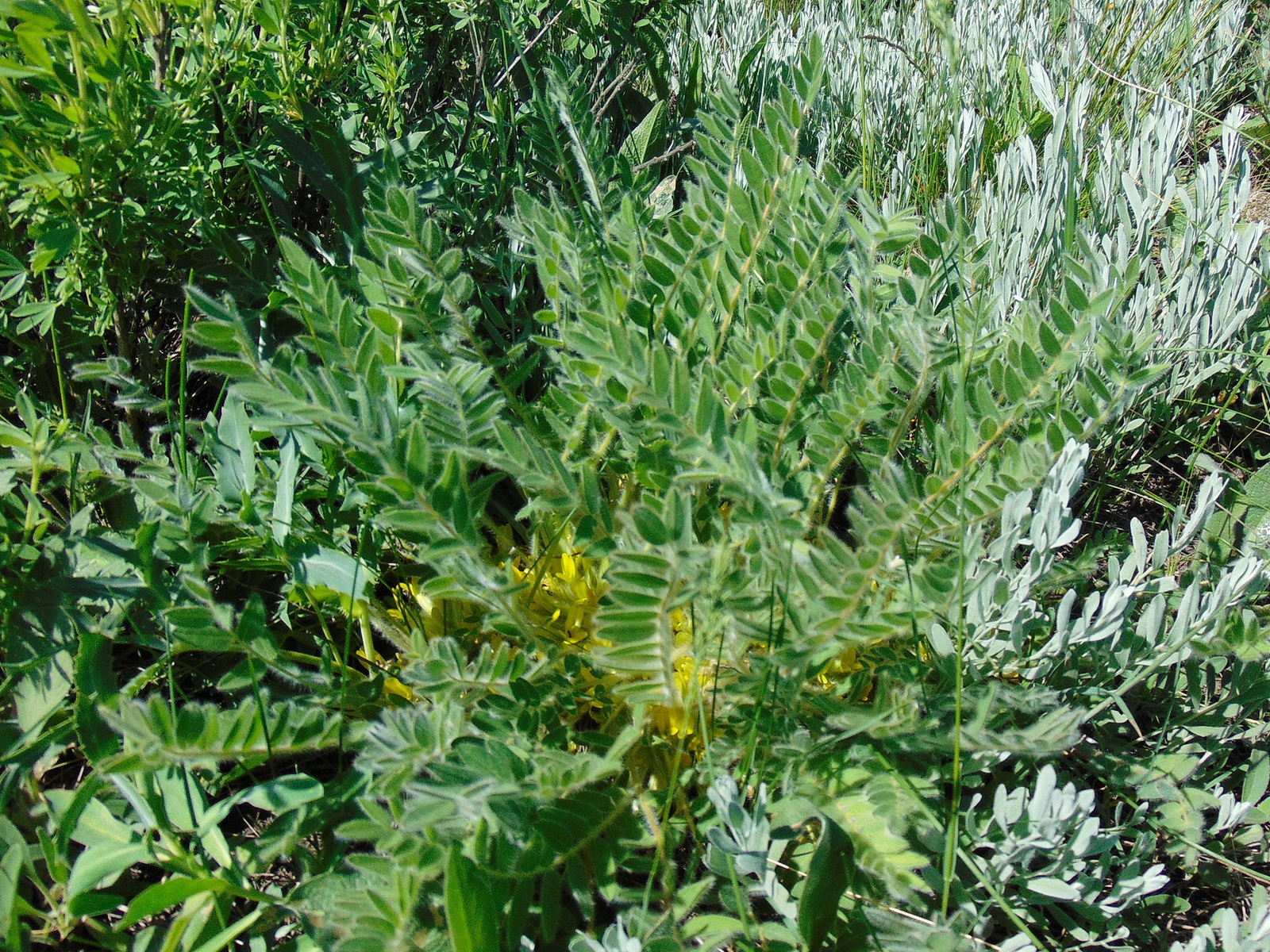
Астрагал волохатоцвітий
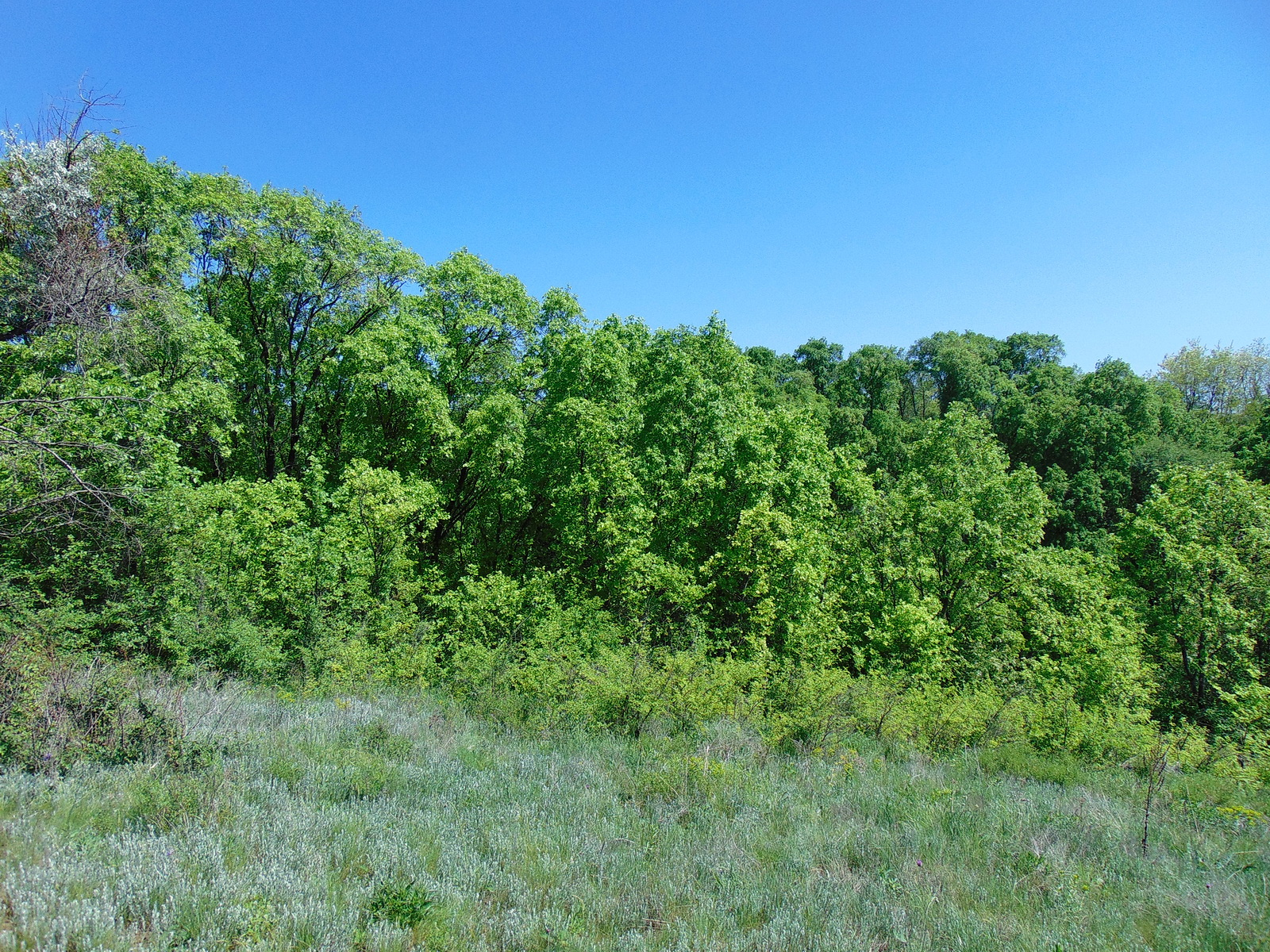
Байрачна діброва
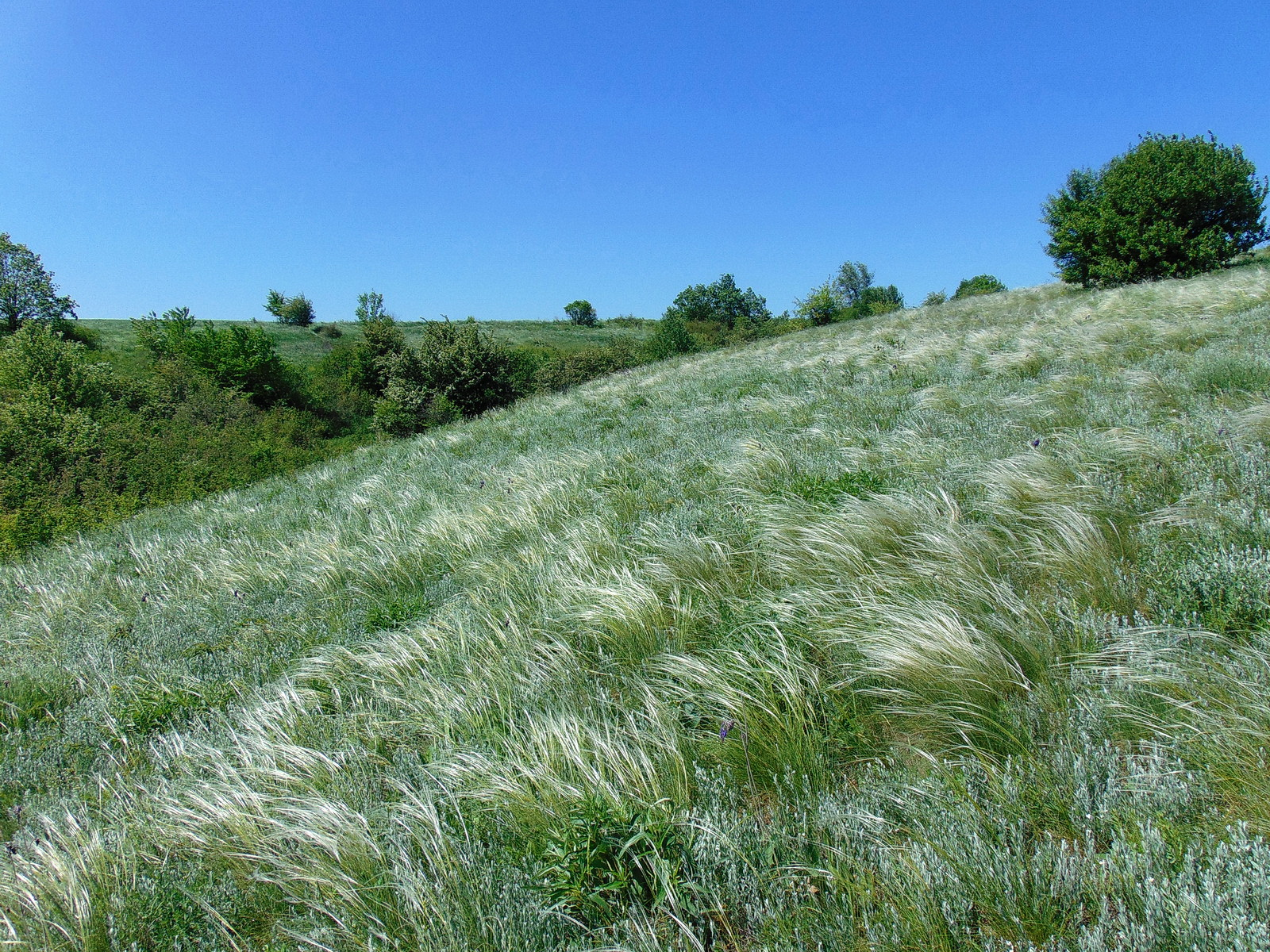
Формація ковили Лессинґа